# Berrieux
Berrieux település Franciaországban, Aisne megyében. Lakosainak száma 177 fő (2022. január 1.). Berrieux Aizelles, Corbeny, Goudelancourt-lès-Berrieux, Juvincourt-et-Damary és Saint-Thomas községekkel határos.

## Népesség
A település népességének változása:
| Lakosok száma | 162  | 166  | 162  | 164  | 181  | 191  | 188  | 186  | 183  | 177  |
|               | 1968 | 1982 | 1990 | 2006 | 2011 | 2016 | 2017 | 2019 | 2020 | 2022 |